# Kfz 13

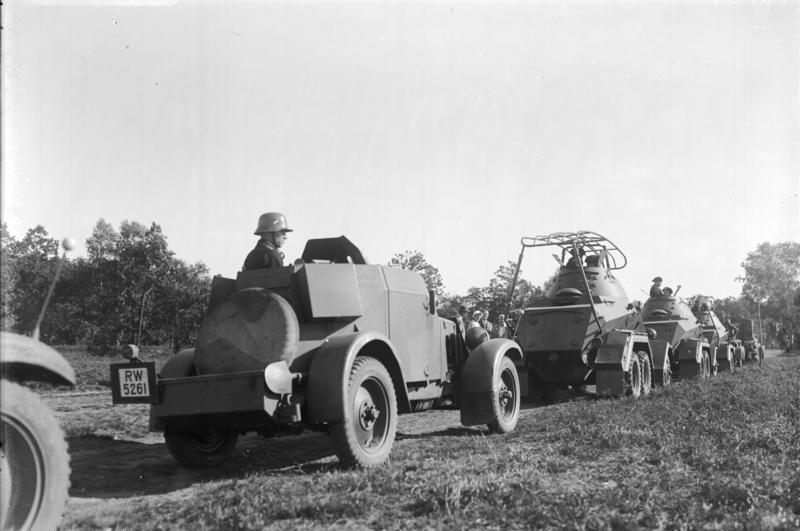
Kfz 13 (izquierda)

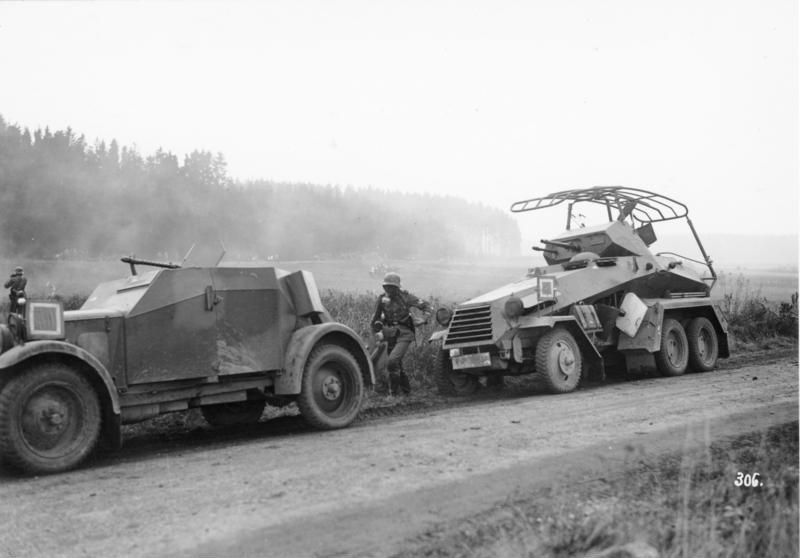
A la izquierda: un Kfz 13; a la derecha un blindado Sd.Kfz. 232 con antena en espira grande (Radio de 6 ruedas y vehículo de mando)

El Kfz. 13 (también Maschinengewehr-Kraftwagen) fue el primer blindado de reconocimiento, vehículo introducido por el Reichswehr después de la Primera Guerra Mundial y, por 1935, 147 unidades de este vehículo ligeramente blindado habían sido entregadas a la Wehrmacht. El Kfz. 13 estuvo basado en un coche de civil, el Adler Estándar 6. A pesar de que el Kfz. 13 estuvo equipado con ruedas todoterreno, el vehículo tuvo una pobre capacidad de manejo.
La versión desarmada, el Kfz. 14 vehículo de comunicaciones, estuvo equipado con un conjunto radiofónico en vez de la ametralladora.
El Kfz. 13 fue desplegado en la Invasión de Polonia y la Batalla de Francia. Este fue retirado de servicio activo en 1941 y sólo fue utilizado después para propósitos de entrenamiento.